# Nyágra
Nyágra (románul: Neagra), falu Romániában, Maros megyében.

## Története
Palotailva község része. A trianoni békeszerződésig Maros-Torda vármegye Régeni felső járásához tartozott.

## Népessége
2002-ben 495 lakosa volt, ebből 426 román, 50 cigány és 19 magyar nemzetiségű.

## Vallások
A falu lakói közül 440-en ortodox, 19-en római katolikus, 2-en református, 5-en baptista, 10-en pünkösdista és 16-an adventista hitűek és 3 fő görögkatolikus.

## Források

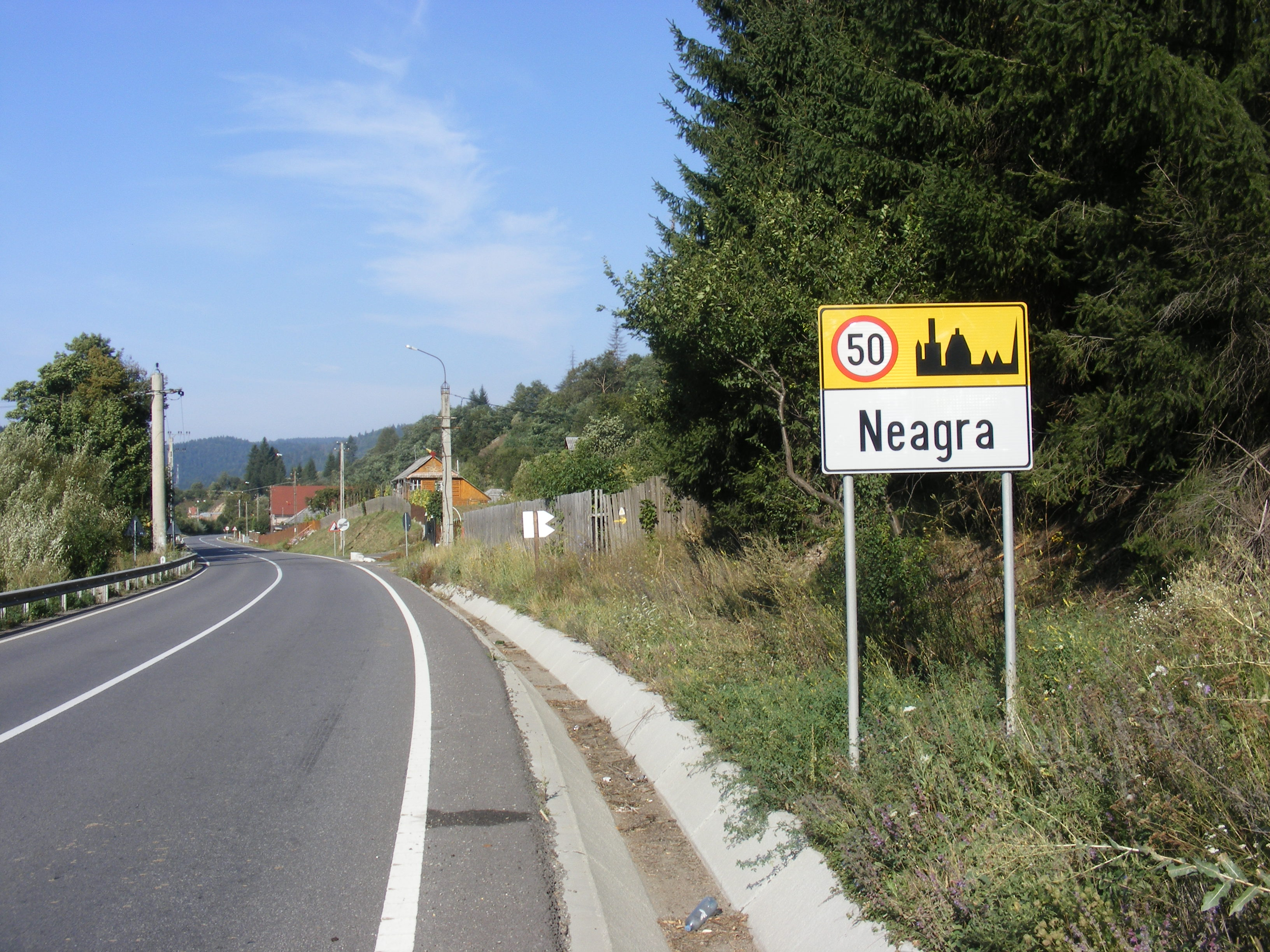
A falu bejárata
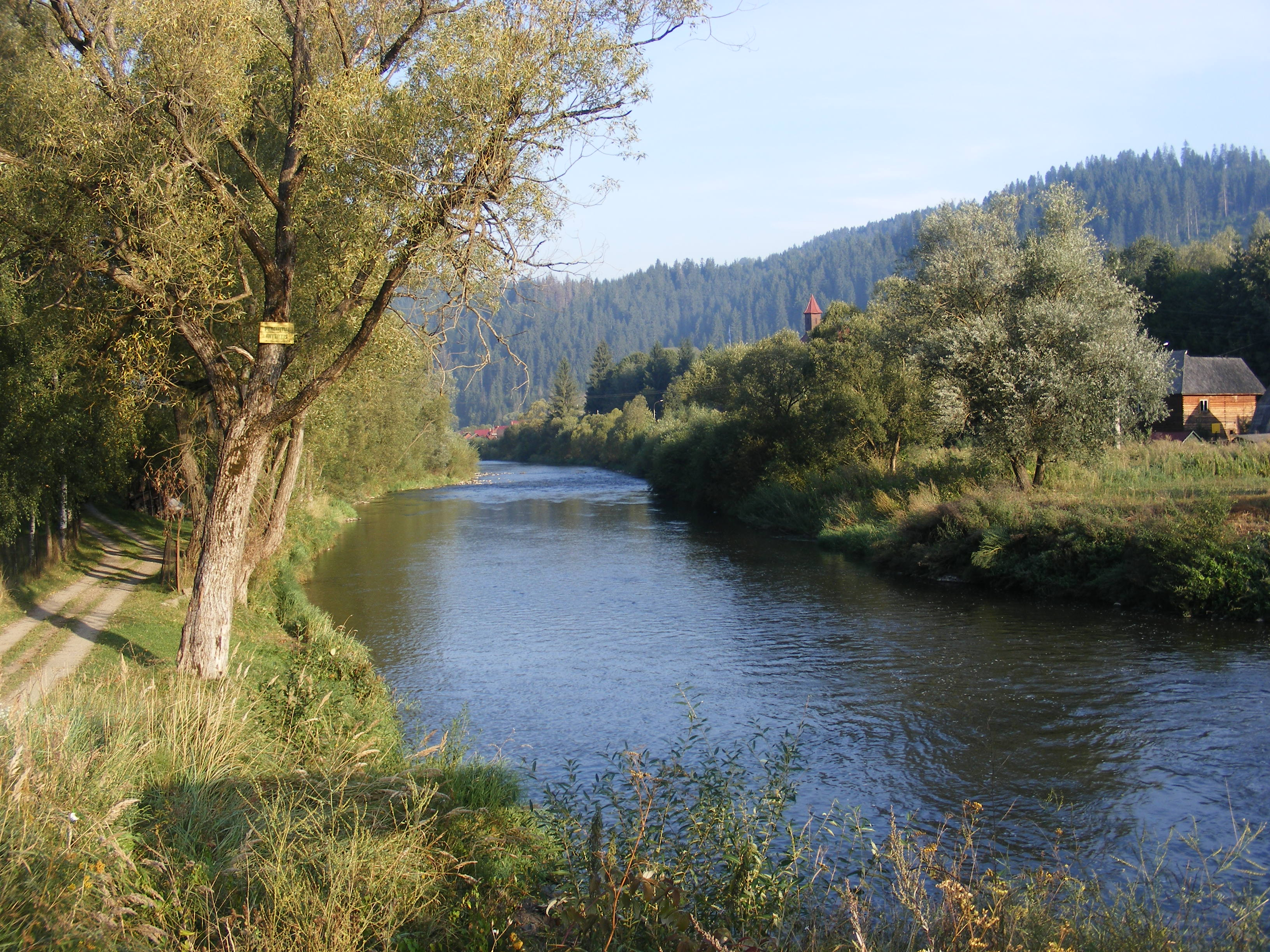
A Maros a falu mellett
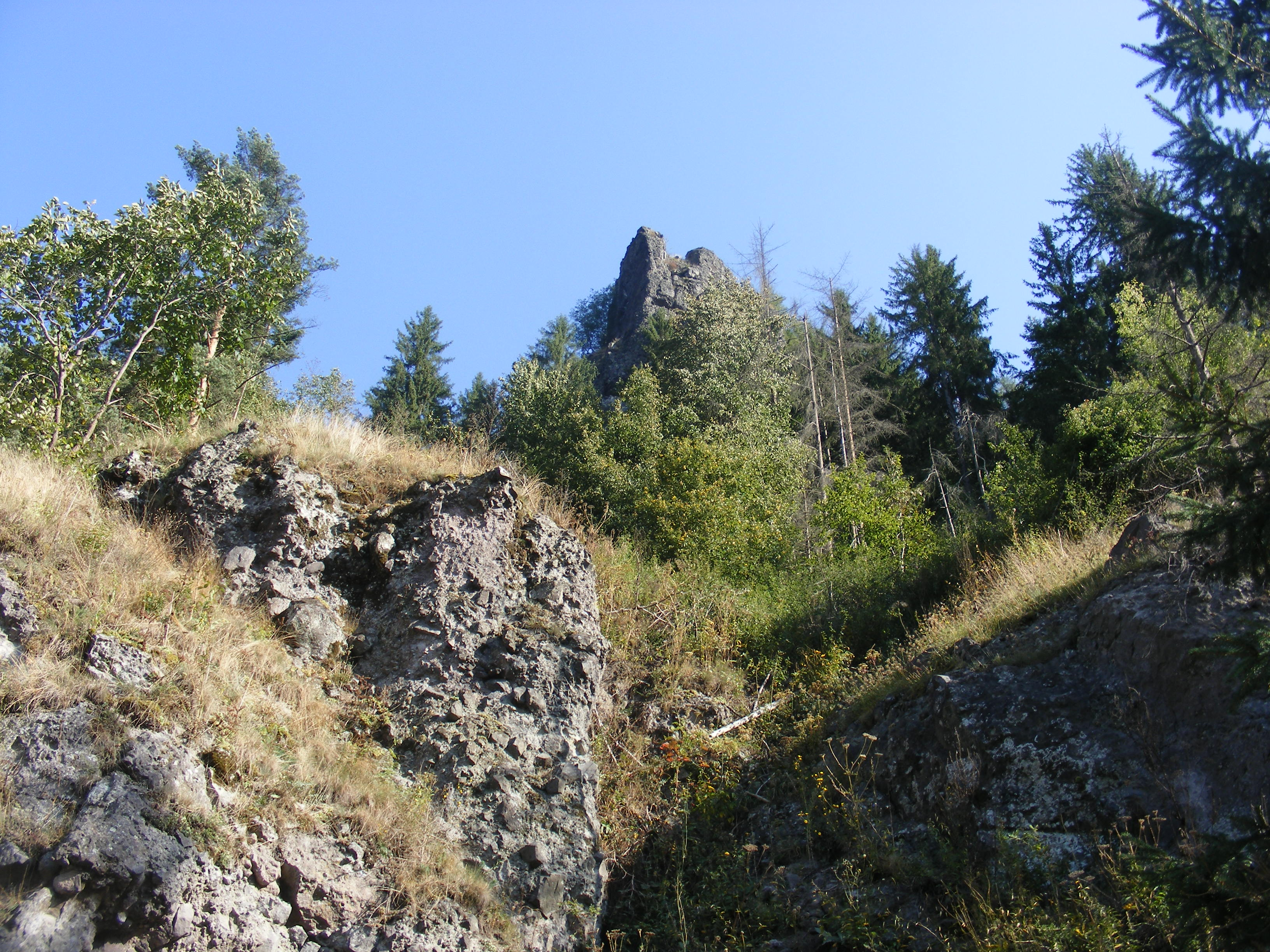
A Sólyomkő (Piatra Șoimului) elnevezésű szikla a falu felett